# NGC 3836
NGC 3836 في الفهرس العام الجديد، هي مجرة، تقع في كوكبة الباطية. اكتشفت في 29 أبريل 1877 بواسطة فيلهلم تمبل.

## روابط خارجية
- NGC 3836 على موقع ويكي سكاي: DSS2, SDSS, GALEX, IRAS, Hydrogen α, X-Ray, Astrophoto, Sky Map, Articles and images